# Ташелка (приток Свияги)
Ташелка (Ташла) — река в России, протекает по Тереньгульскому району Ульяновской области. Правый приток Свияги.

## География
Река Ташелка берёт начало у посёлка Конный Обоз. Течёт на север мимо населённых пунктов Ясашная Ташла, Подкуровка, Скугареевка, Солдатская Ташла. Устье реки находится в 285 км от устья Свияги. Длина реки составляет 32 км, площадь водосборного бассейна — 280 км².

## Данные водного реестра
По данным государственного водного реестра России относится к Верхневолжскому бассейновому округу, водохозяйственный участок реки — Свияга от истока до села Альшеево, речной подбассейн реки — Волга от впадения Оки до Куйбышевского водохранилища (без бассейна Суры). Речной бассейн реки — (Верхняя) Волга до Куйбышевского водохранилища (без бассейна Оки).
Код объекта в государственном водном реестре — 08010400512112100002103.